# نیسان مورانو

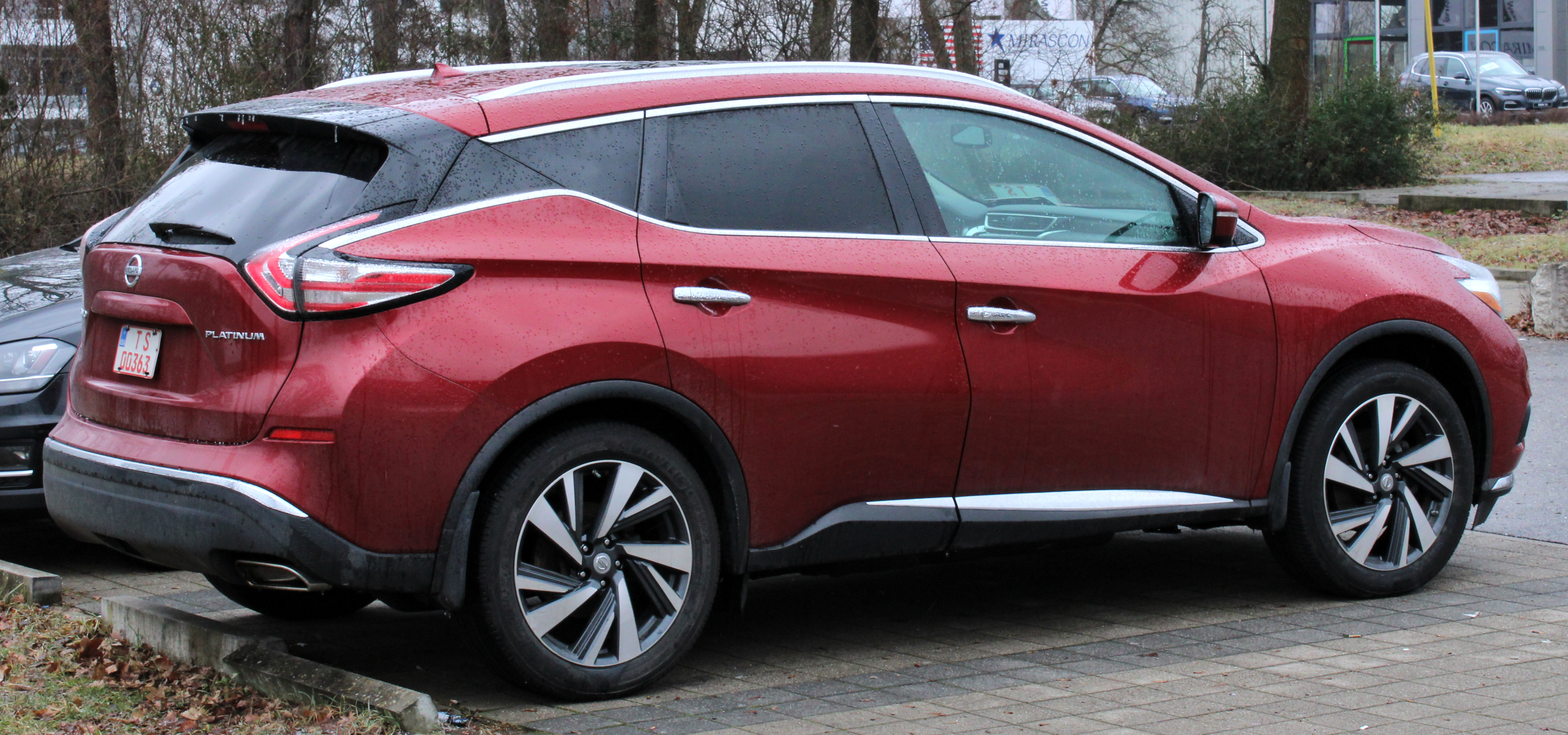
نمای عقب نیسان مورانو نسل سه

نیسان مورانو (Nissan Murano) خودرویی است که از سال ۲۰۰۲ تاکنون تولید شده‌است. طراحی آن  موتور جلو-محور جلو و موتور جلو-تمام چرخ متحرک بوده‌است.این خودرو توسط (پارس خودرو) در سال های ۱۳۸۷ تا ۱۳۹۰ تولید شده است